# Кириковский сельсовет (Красноярский край)
Кириковский сельсовет — упразднённые административно-территориальная единица и муниципальное образование (сельское поселение) в Пировском районе Красноярского края.
Административный центр — село Кириково.
28 декабря 2019 года сельское поселение было упразднено в связи с преобразование Пировского муниципального района в муниципальный округ. На уровне административно-территориального устройства соответствующий сельсовет был упразднён со 2 августа 2021 года в связи с преобразованием Пировского района в Пировский округ.

## История
Статус и границы сельского поселения установлены Законом Красноярского края от 28 января 2005 года № 13-2900 «Об установлении границ и наделении соответствующим статусом муниципального образования Партизанский район и находящихся в его границах иных муниципальных образований»

## Население
| 2010 | 2012 | 2013 | 2014 | 2015 | 2016 | 2017 |
| ---- | ---- | ---- | ---- | ---- | ---- | ---- |
| 675  | ↘661 | ↘637 | ↘603 | ↗616 | ↘597 | ↘570 |

## Состав сельского поселения
В состав сельского поселения входят 8 населённых пунктов:
| № | Населённый пункт | Тип населённого пункта       | Население |
| - | ---------------- | ---------------------------- | --------- |
| 1 | Волоковое        | деревня                      | 91        |
| 2 | Игнатово         | деревня                      | 70        |
| 3 | Кириково         | село, административный центр | 264       |
| 4 | Раменское        | деревня                      | 98        |
| 5 | Светлицк         | деревня                      | 0         |
| 6 | Усковское        | деревня                      | 116       |
| 7 | Холмовая         | деревня                      | 1         |
| 8 | Шагирислам       | деревня                      | 35        |

## Местное самоуправление
Кириковский сельский Совет депутатов
Дата избрания: 14.03.2010. Срок полномочий: 5 лет. Количество депутатов: 7
Глава муниципального образования
- Попов Виталий Михайлович. Дата избрания: 14.03.2010. Срок полномочий: 5 лет